# Twierdza Srebrna Góra
Twierdza Srebrna Góra (niem. Festung Silberberg) – pruska twierdza wzniesiona w latach 1765–1777 koło Srebrnej Góry na Dolnym Śląsku.

## Historia
Twierdza Srebrna Góra została zbudowana w XVIII w. według projektu pruskiego inżyniera Ludwika Wilhelma Reglera, zmodyfikowanego przez króla Fryderyka Wielkiego. Twierdza miała zabezpieczyć militarnie Śląsk zdobyty przez Prusy w 1740 roku. Pod budowę fortyfikacji wybrano dwa górujące nad Przełęczą Srebrną (586 m n.p.m.) wzniesienia: Forteczną (Warowną) Górę (686 m n.p.m.) oraz Ostróg (627 m n.p.m.). Twierdza składa się z sześciu fortów. Budowa całego zespołu przez 4 do 4,5 tys. robotników trwała 12 lat (1765–1777), a jej koszt wyniósł 1 668 000 talarów (w tym 70 000 przekazane jako „ofiara” Ślązaków). Finansowanie budowy zapewnił ściągany na Śląsku specjalny podatek, zwany przez miejscowych dopustem srebrnogórskim. Przewidywano garnizon liczący według różnych źródeł od 2,5 do 3,5 tys. żołnierzy.
Lata świetności twierdzy trwały do 1800 roku, kiedy to zmarł Fryderyk Wilhelm II, jeden z największych jej zwolenników. W tym samym roku fortyfikacje odwiedził ówczesny ambasador Stanów Zjednoczonych w Królestwie Prus, John Quincy Adams (prezydent Stanów Zjednoczonych w latach 1825–1829).
Pierwszym, i jak dotąd jedynym sprawdzianem dla obronności fortyfikacji było oblężenie przez wojska napoleońskie podczas wojny Prus z Francją (1806–1807). 28 czerwca 1807 roku Bawarczycy i Wirtemberczycy próbowali szturmem zdobyć Srebrną Górę. Twierdza odpowiadała ogniem; w końcu nie została zajęta, gdyż 9 lipca 1807 podpisano pokój w Tylży.
W latach 1830–1848 twierdzę wykorzystywano jako więzienie dla działaczy ruchu „Młodych Niemców”. Internowano tu m.in. Wilhelma Wolffa oraz Fritza Reutera. 1 stycznia 1860 roku wydano rozkaz likwidacji przestarzałej już twierdzy. Ostatni żołnierze opuścili ją w 1867 roku; przez kilka następnych lat fortyfikacje służyły jako poligon doświadczalny do prób artylerii i materiałów wybuchowych.
W II połowie XIX wieku zaczęto dostrzegać korzyści płynące z turystyki i rekreacji. Władze pruskie nakazały zaprzestać niszczenia twierdzy i uczynić z niej atrakcję dla przyjezdnych. Na początku XX wieku dojazd do znajdującej się między fortami Przełęczy Srebrnej umożliwiła zębata Kolej Sowiogórska. Po I wojnie światowej główny fort odremontowano i urządzono w jego wnętrzu restaurację „Donjon”.
Dynamiczny rozwój srebrnogórskiej turystyki przerwała II wojna światowa. W fortach Ostróg (Spitzberg) i Wysoka Skała (Hohenstein) utworzono karny obóz jeniecki, Oflag VIII B (15 grudnia 1939 – 1 września 1941) dla polskich oficerów. Więziono tu łącznie ponad 300 osób, w tym m.in. dowódcę Obrony Wybrzeża z 1939 roku – kontradmirała Józefa Unruga oraz komandora Stefana Frankowskiego. Do historii przeszła śmiała ucieczka w nocy z 5 na 6 maja 1940 r. z Oflagu VIII B dziewięciu polskich oficerów (m.in. Tadeusza Jasickiego, Michała Niczki, Jędrzeja Giertycha). Trzech z nich zdołało przedostać się do Nysy. Stamtąd przez Czechy, Słowację, Węgry, Jugosławię i Turcję dotarli do Syrii, gdzie formowała się Brygada Strzelców Karpackich (walczyli w Libii pod Tobrukiem). Pozostałych sześciu (grupę Niczki i Giertycha) schwytano.
Lata powojenne przyniosły postępującą dewastację twierdzy, złupionej wcześniej przez wojska radzieckie. Dopiero w 1965 roku PTTK i Komenda Dolnośląskiej Chorągwi ZHP podpisała porozumienie, na mocy którego uprzątnięto II Fort Rogowy i nadano mu nazwę „Harcerz”. Fort Ostróg uprzątnięto przy pomocy ówczesnego (1969) ministerstwa Górnictwa i przemianowano na Fort „Górnik”. W dniu 28 czerwca 1974 na terenie Fortu Donżon otwarto muzeum ciężkiej broni palnej.
Twierdza srebrnogórska została uznana za pomnik historii rozporządzeniem Prezydenta RP z dnia 14 kwietnia 2004.

## Architektura
Twierdza składa się z kilku wysuniętych dzieł artyleryjskich i rdzenia. Jej trzon składa się z wieńca bastionów i kleszczy, z donżonem w środku. W obiekcie jest 151 pomieszczeń fortecznych (kazamat), rozmieszczonych na trzech kondygnacjach. Ogromne magazyny, studnia, zbrojownia, kaplica, więzienie, szpital, piekarnia, browar, warsztaty rzemieślnicze i prochownia czyniły fort samodzielnym i samowystarczalnym – nagromadzone zapasy miały wystarczyć na 3–5 miesięcy oblężenia: w jego wnętrzu mieściło się 3756 żołnierzy, olbrzymie zapasy amunicji, opału i żywności, do obrony służyły 264 działa i moździerze. W twierdzy wydrążono 9 studni, z których najgłębsze znajdowały się na terenie fortu Ostróg (84 m) i donżonu (70 m).
Donżon – największy w Europie – składa się z 4 połączonych kurtynami wież o średnicy 60 m i murach 12-metrowej grubości każdy. Jego korona jest dobrym punktem widokowym na Góry Bardzkie.
W październiku 2017 odbyły się pomiary geodezyjne połączone z inwentaryzacją architektoniczną przeprowadzoną przez studentów KN Hevelius i pracowników z Katedry Geodezji Wydziału Inżynierii Lądowej i Środowiska Politechniki Gdańskiej oraz Instytutu Archeologii i Etnologii Wydziału Historycznego Uniwersytetu Gdańskiego.

## Imprezy
W twierdzy organizowany był do 2011 festiwal Trzy Żywioły (następnie odbywał się na zamku w Bolkowie), natomiast w Srebrnej Górze w 2012 roku rozpoczął się „17 Południk” Dolnośląski Festiwal Podróżników.
Na terenie twierdzy i w forcie „Wysoka Skała” co roku w terminie Bożego Ciała organizowana jest terenowa gra fabularna „Fantazjada”.
W forcie „Harcerz” („Wysoka Skała”) od kilku lat w każdy ostatni weekend sierpnia mają miejsce zloty byłych harcerzy (byłej) Wałbrzyskiej Chorągwi ZHP. Od 2015 r. w twierdzy cyklicznie odbywa się impreza biegowa Silver Run organizowana przez Polską Fundację Wychowania Fizycznego.

## Galeria

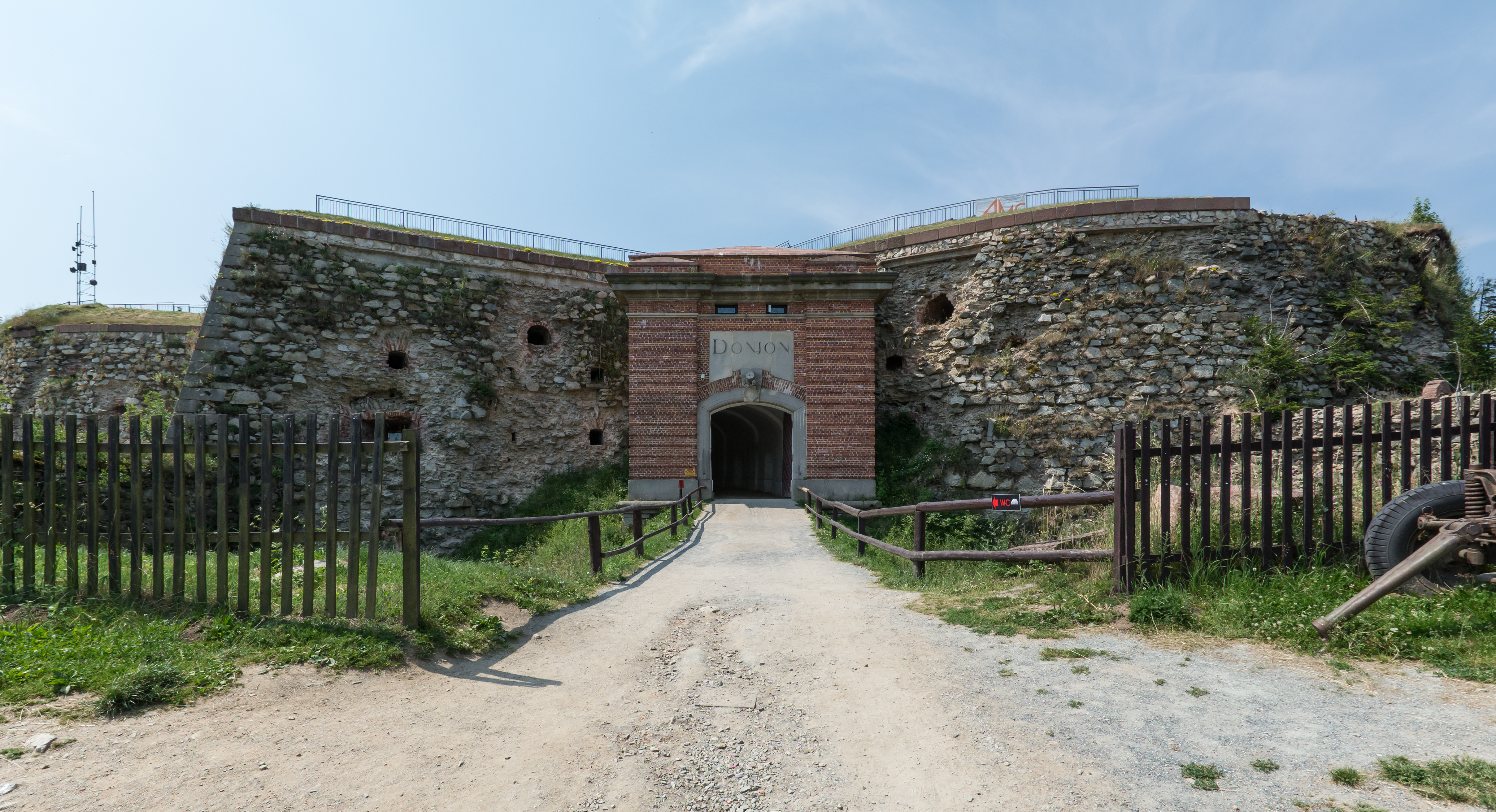
Donżon
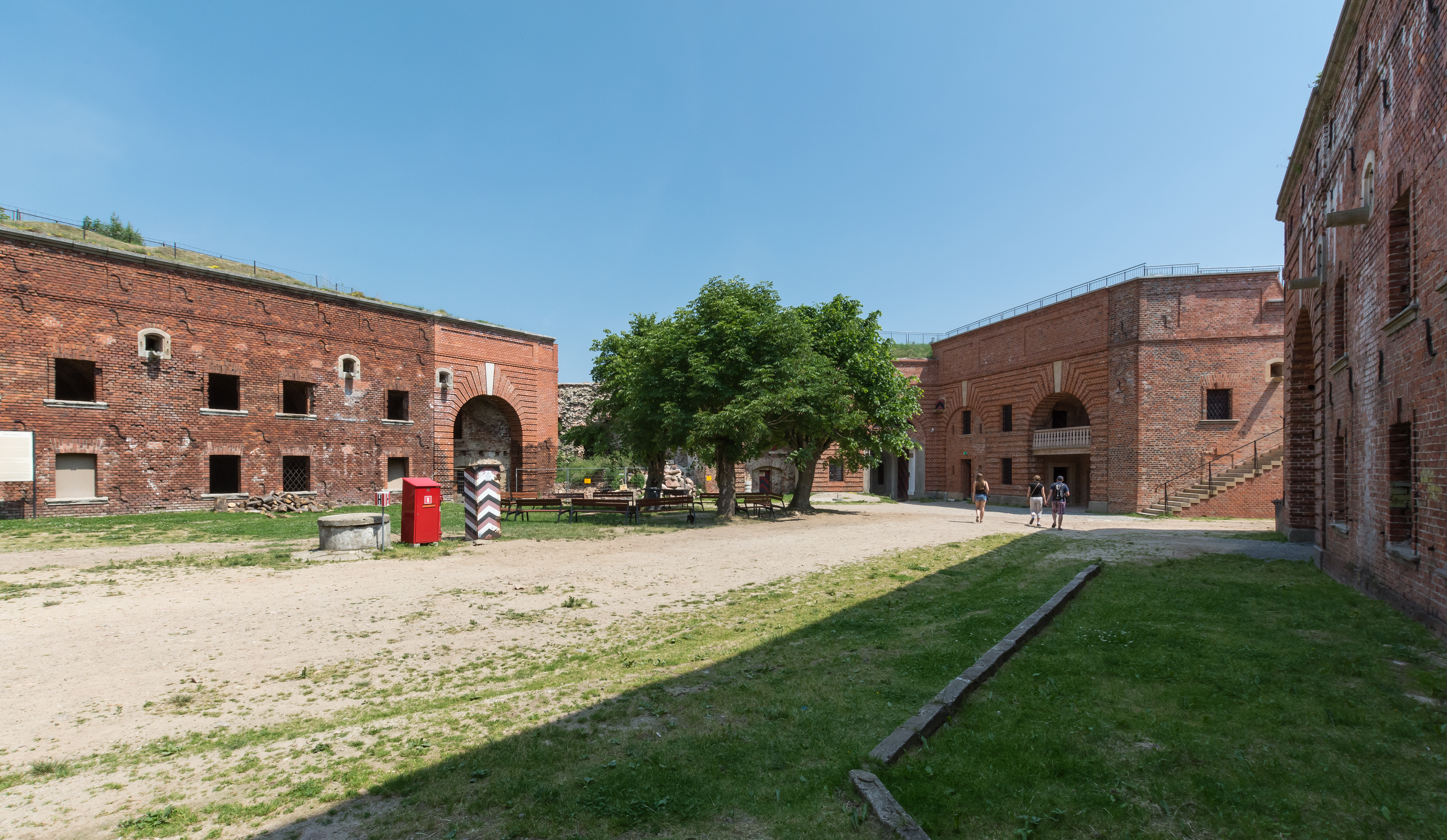
Dziedziniec donżonu
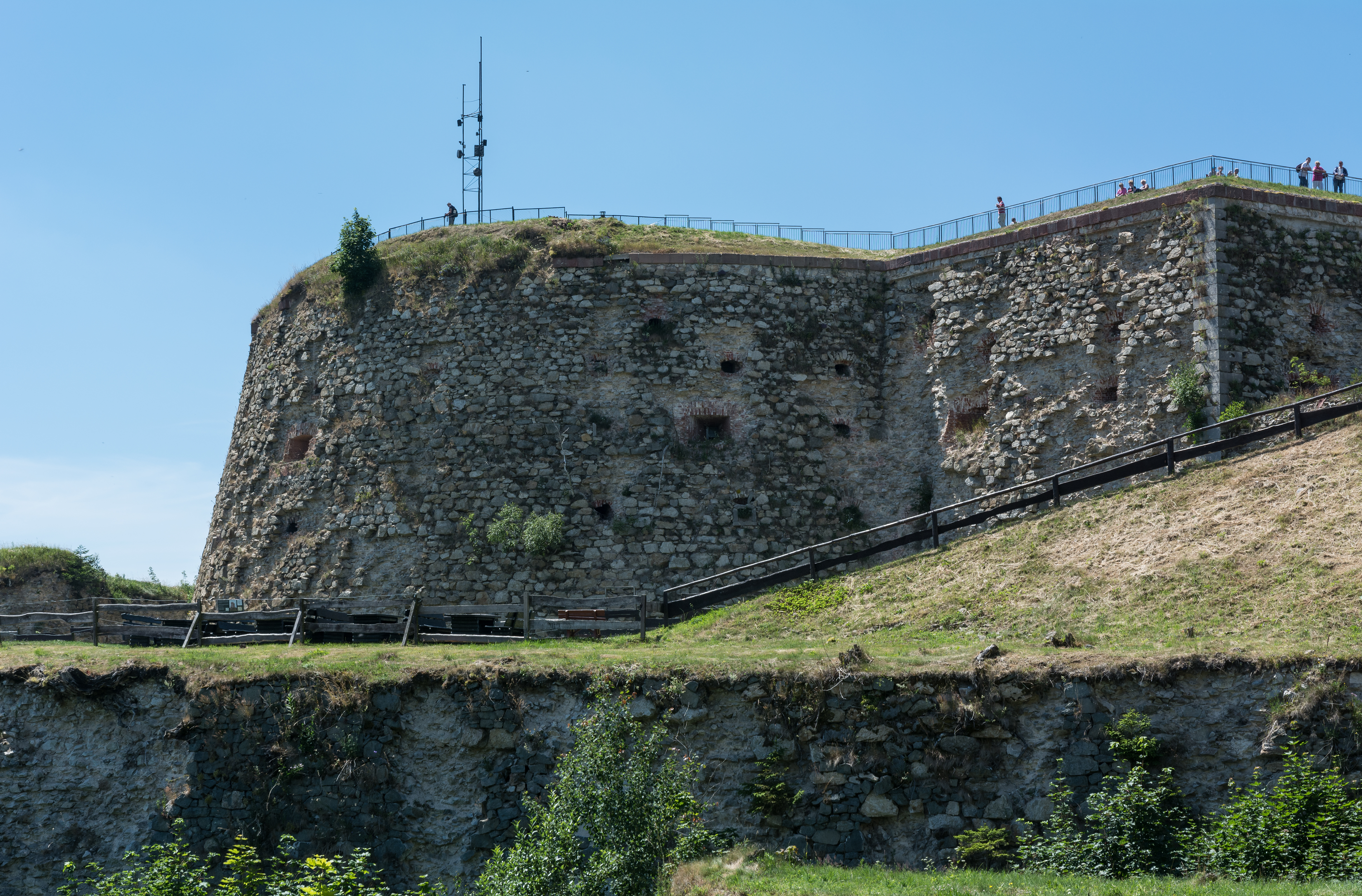
Bastion Dolny
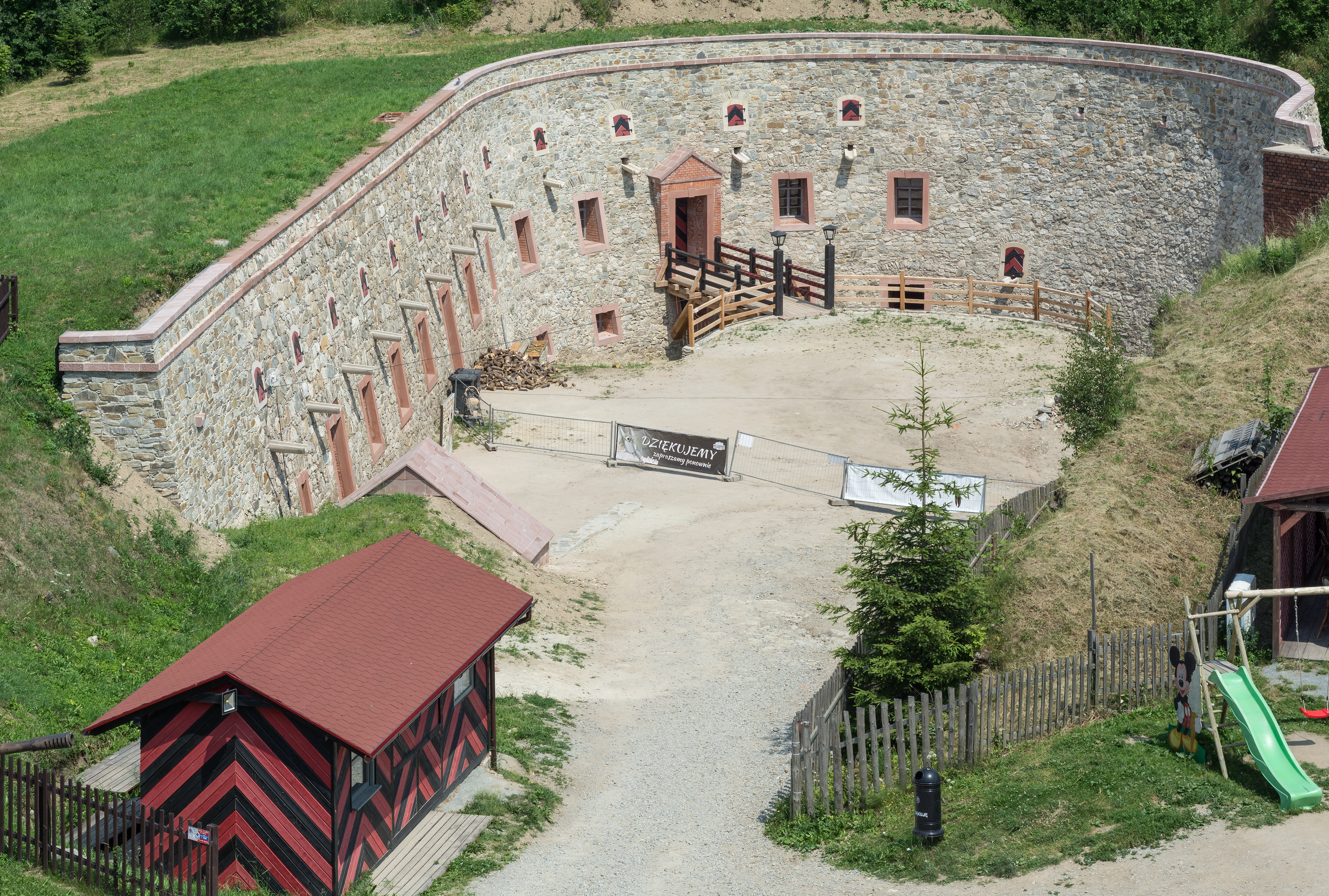
Bastion Dolny
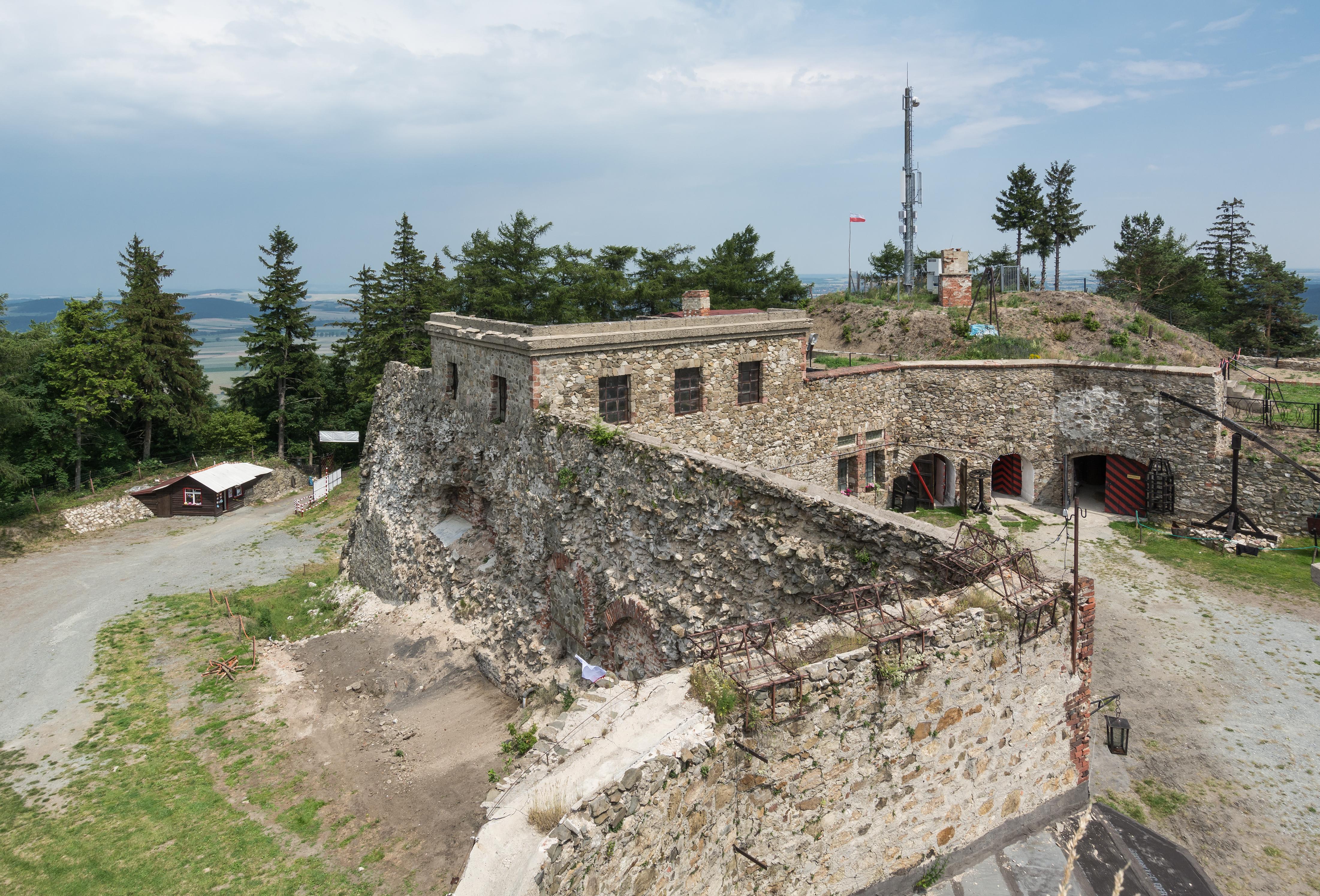
Fort Ostróg
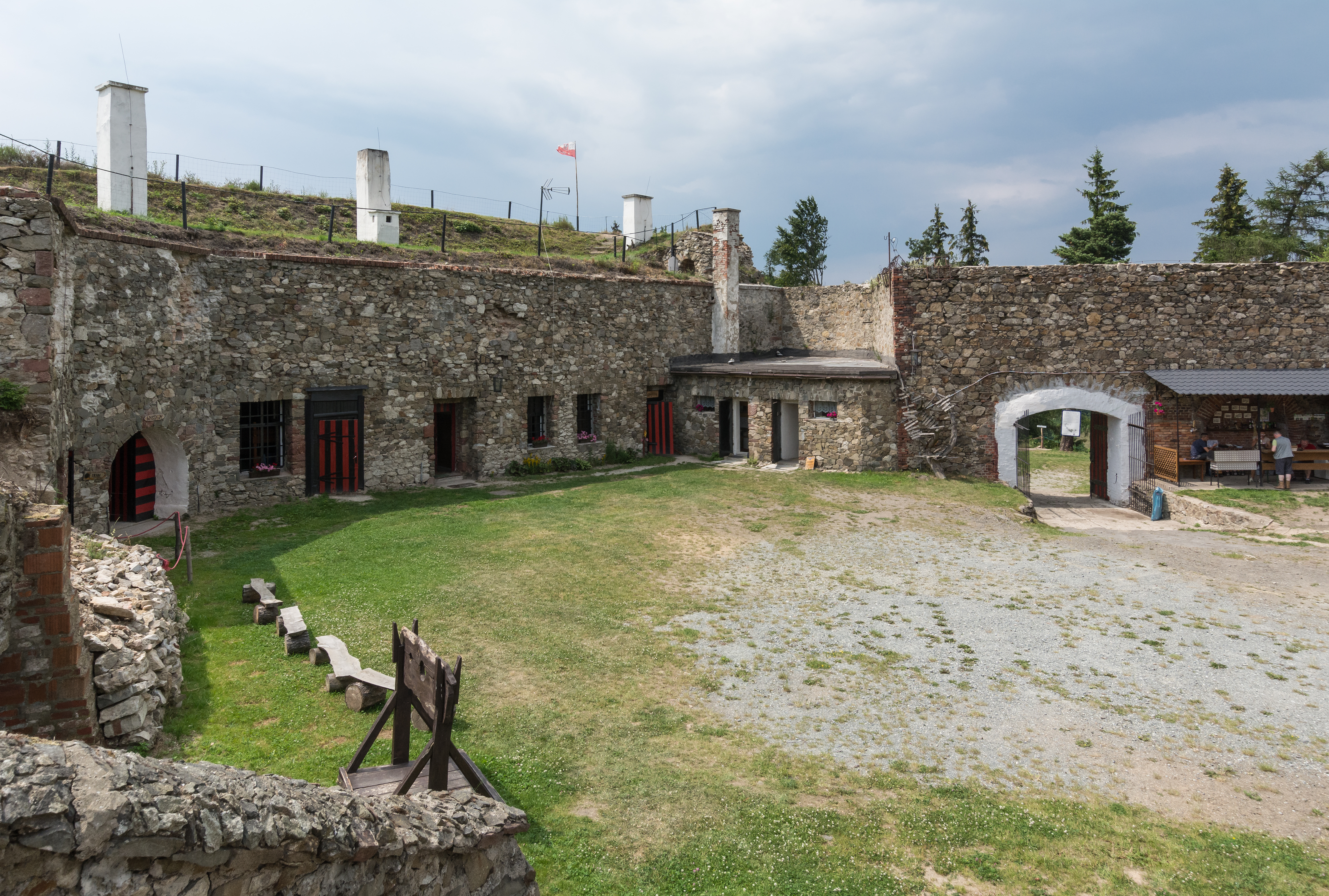
Dziedziniec fortu Ostróg
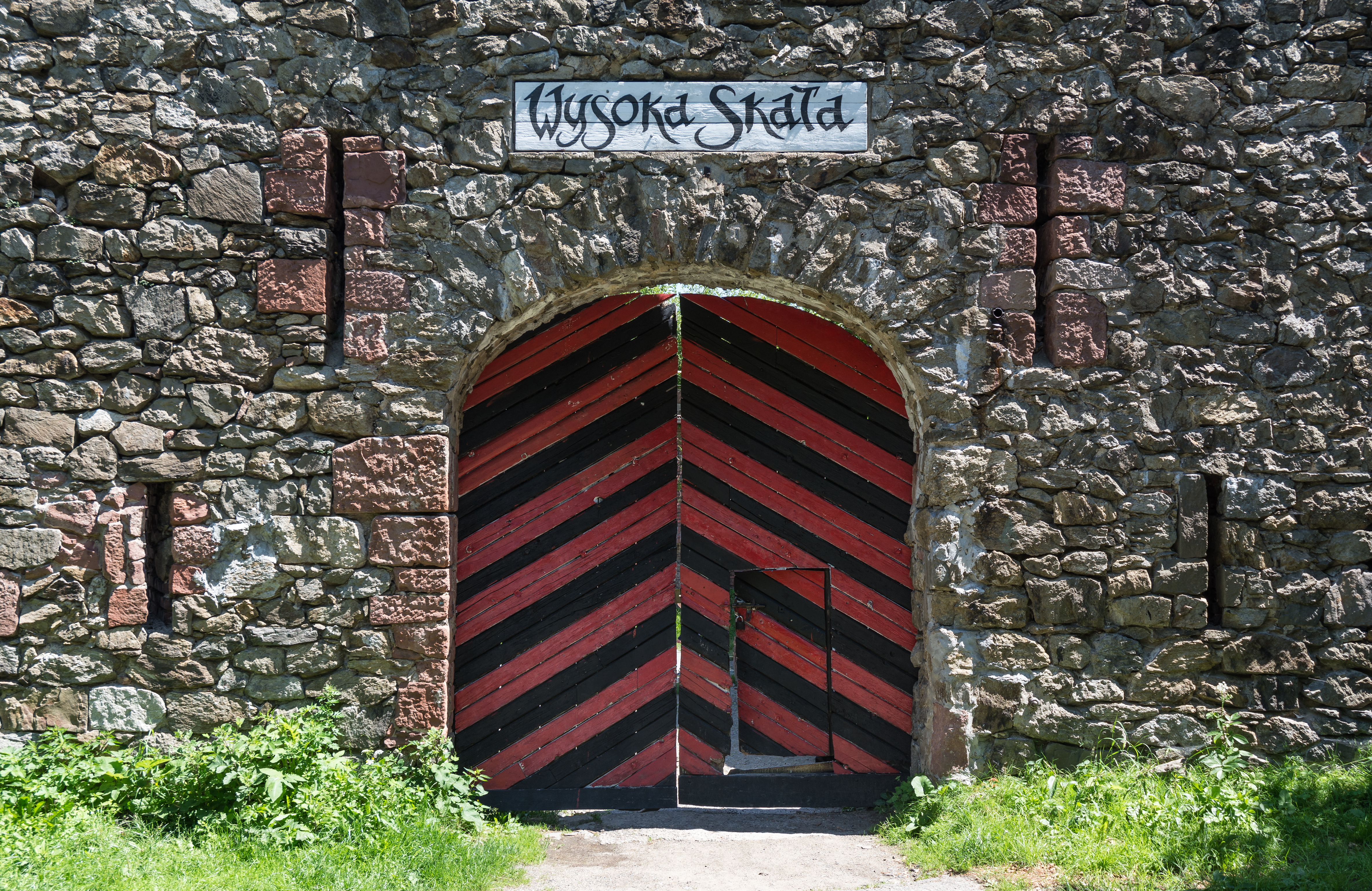
Wejście do fortu Wysoka Skała
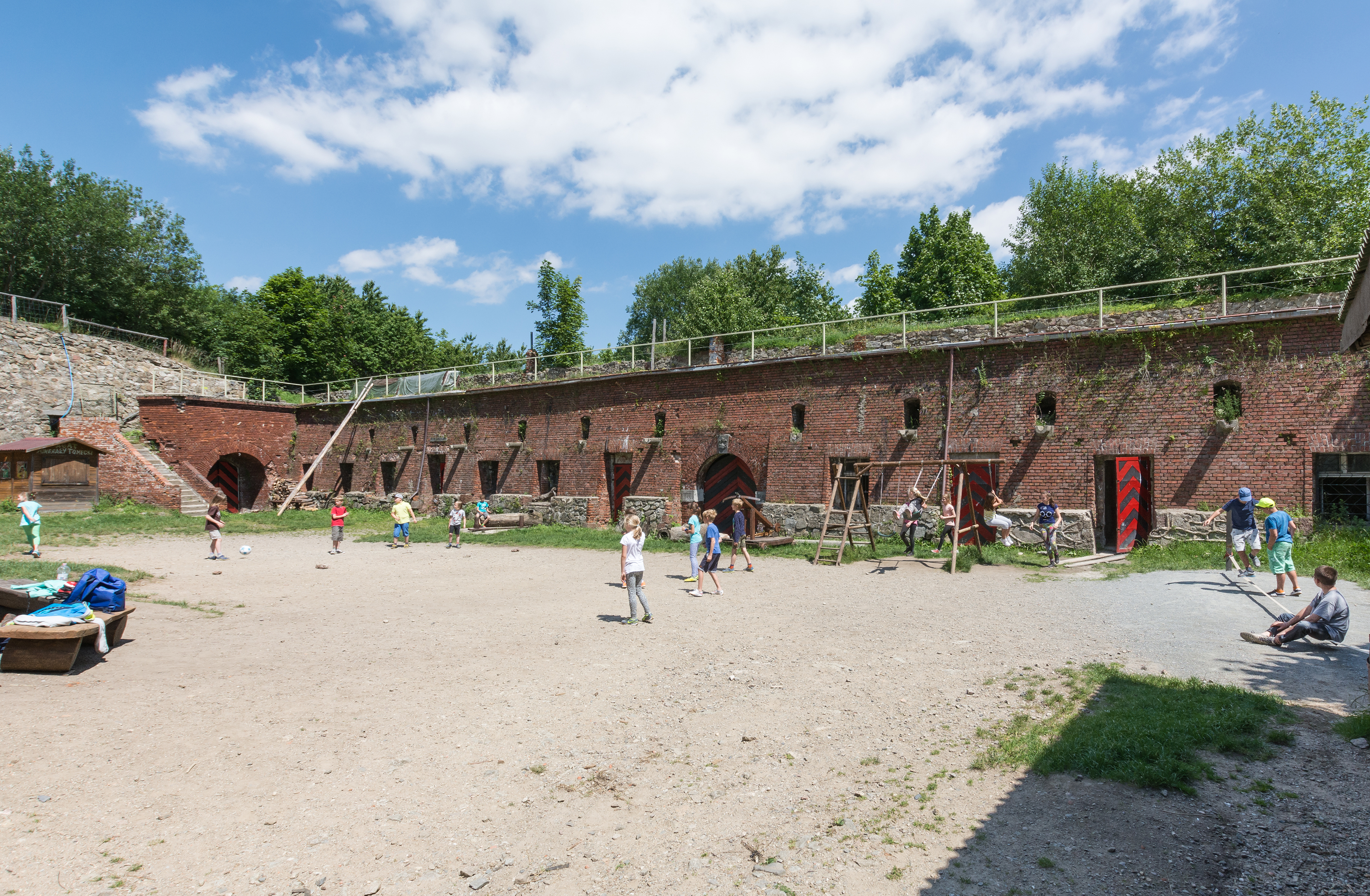
Dziedziniec fortu Wysoka Skała